# Mark Downey
Mark Downey (* 3. Juli 1996 in Dromore) ist ein ehemaliger irischer Radsportler aus Nordirland, der auf Bahn und Straße Rennen bestreitet.

## Sportliche Laufbahn
Als Junge machte Mark Downey Radtouren gemeinsam mit seinem Vater Seamus Downey, Olympiateilnehmer von 1984, auf einem Tandem. Auch sein Bruder Sean Patrick war bis 2015 als Radsportler aktiv.
Sein erstes Rennen bestritt Downey im Alter von acht Jahren. Mit elf nahm er an seinen ersten irischen Meisterschaften teil und gewann Gold im Einzelzeitfahren und im Kriterium. In den folgenden Jahren errang er weitere nationale Titel in den verschiedenen Altersklassen. 2011 vertrat er Irland beim Europäischen Olympischen Sommer-Jugendfestival in Trabzon.
2014 wurde Downey Vize-Europameister der Junioren im Punktefahren, 2016 Vize-Europameister der U23 in derselben Disziplin.
Im November 2016 errang Downey seinen ersten großen Erfolg in der Elite, als er beim zweiten Lauf des Bahnrad-Weltcup in Apeldoorn das Punktefahren gewann. 2017 siegte er beim vierten Lauf des Weltcups gemeinsam mit Felix English im Zweier-Mannschaftsfahren. Bei den Straßen-Weltmeisterschaften im selben Jahr im norwegischen Bergen belegte er Rang neun im Straßenrennen der Klasse U23. 2018 gewann er die Nachwuchswertung der Volta ao Alentejo. Bei den UCI-Bahn-Weltmeisterschaften 2019 errang er Bronze im Punktefahren.
2020 qualifizierte sich Mark Downey für das Omnium und mit Felix English für das Zweier-Mannschaftsfahren bei den die Olympischen Spiele in Tokio. Das Zweier-Mannschaftsfahren konnten bei beiden Fahrer nicht beenden, im Omnium belegte Downey Platz 17.

## Erfolge

### Bahn
2014
- Junioren-Europameisterschaft – Punktefahren

2016
- Bahnrad-Weltcup in Apeldoorn – Punktefahren
- Europameisterschaft (U23) – Punktefahren

2017
- Bahnrad-Weltcup in Cali – Punktefahren
- Bahnrad-Weltcup in Los Angeles – Zweier-Mannschaftsfahren (mit Felix English)
- Europameisterschaft (U23) – Punktefahren

2019
- Weltmeisterschaft – Punktefahren
- Irischer Meister – Zweier-Mannschaftsfahren (mit Marc Potts)

2020
- Irischer Meister – Scratch

### Straße
2018
- Nachwuchswertung Volta ao Alentejo